# Can Ros (Sant Aniol de Finestres)
Can Ros és una obra de Sant Aniol de Finestres (Garrotxa) inclosa a l'Inventari del Patrimoni Arquitectònic de Catalunya.

## Descripció
És una masia situada a poca distància de la plaça major de Sant Esteve. De planta rectangular i teulat a dues aigües, amb els vessants vers les façanes laterals. Disposa de baixos i pis, destinats actualment a l'habitatge, així com unes petites golfes. Conserva un gran nombre de llindes a la façana de migdia, zona on es poden veure les restes de l'antiga era, utilitzada per a batre el gra. A les llindes hi diu "1867", "1717", "17 + 77" i "ANY + BCCC / FRANCESC * CLASCA / MES 478 i * DIABNDULL".

## Història
Durant el món medieval tots els pobles que formen el districte de Sant Aniol eren del terme del castell de Finestres. Segons la documentació existent, els terratrèmols dels anys 1427 i 1428 afectaren greument la vall de Llémena. L'actual poble de Sant Esteve està format per un parell de carrers, amb cases bastides en el decurs del segle xviii i lleugerament modificades durant el segle xix. Can Ros te quatre llindes on foren gravades des dates d'ampliació i modificació del mas: 1717, 1777 i 1867.